# Majków (Ukraina)
Majków (ukr. Майків) – wieś na Ukrainie w rejonie hoszczańskim, obwodu rówieńskiego.
W okresie międzywojennym w miejscowości stacjonowała strażnica KOP „Majków”.
Do 1933 r. siedziba gminy Majków.
W latach 20. i 30. XX w. zastępcą komendanta Posterunku Policji Państwowej w Majkowie był starszy posterunkowy Franciszek Stoltman, kawaler Orderu Virtuti Militari.